# Département du Weser
Le département du Weser (en allemand : Departement der Weser, Weser-Departement ou Weserdepartement) était un département du royaume de Westphalie. Son chef-lieu était Osnabrück. Il devait son nom au Weser.

## Création
Le département est créé par le décret impérial du 24 décembre 1807, qui ordonne la division du royaume en huit départements.

## Territoire
Selon le décret précité, le département recouvrait :
- la principauté de Minden ;
- le comté de Ravensberg ;
- l'évêché d'Osnabrück ;
- le Schaumbourg hessois ;
- le bailliage de Thedinghausen.

## Population
Selon le décret précité, la population du département était estimée à 334 965 habitants.

## Subdivisions
Selon le décret précité, le département était divisé en quatre districts ou arrondissements dont les chefs-lieux étaient Osnabrück, Minden, Bielefeld et Rinteln.